# Tuscarawas (rijeka)
Tuscarawas je 209 km duga rijeka u SAD-u, u saveznoj državi Ohio, pritoka rijeke Muskingum. 
Tuscarawas izvire jugozapadno od naselja Harville, nakon 209 km svog toka kraj mjesta Coshocton spaja se s rijekom Walhonding, te dalje zajedno teku kao rijeka Muskingum.
Rijeka se kroz povijest nazivala Mashongam i Tuscarawa, Mali Muskingum.